# まなびパークたじみ

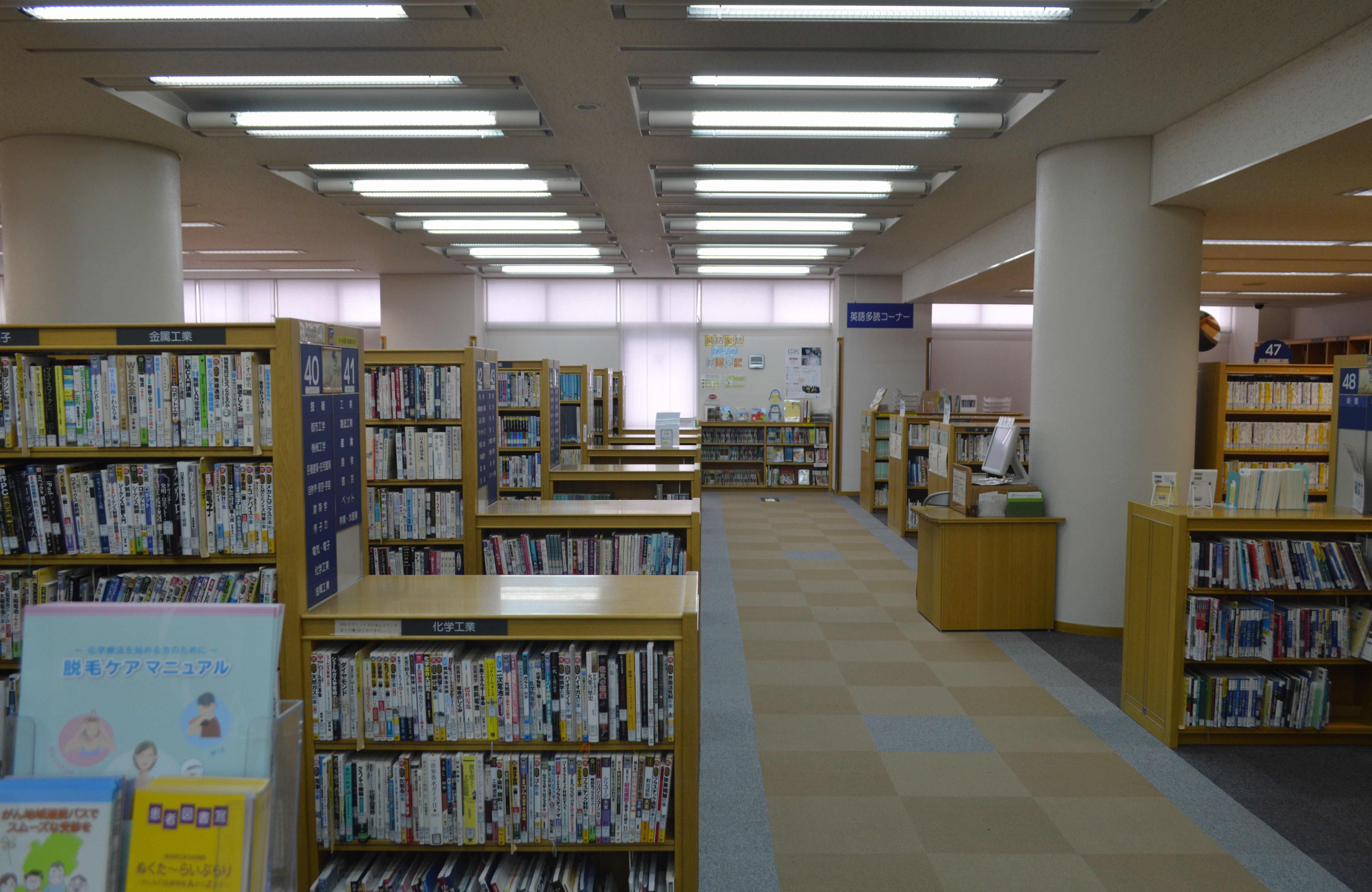
多治見市図書館

まなびパークたじみは、岐阜県多治見市にある複合学習施設。命名権名称はヤマカまなびパーク。

## 歴史
- 1997年（平成9年）4月 - まなびパークたじみが開館。
- 2015年（平成27年）9月 - ヤマカ興産が命名権（ネーミングライツ）を取得してヤマカまなびパークに改称。

## 特色
多治見市図書館本館と多治見市学習館で構成されている。学習館は、生涯学習支援の拠点になっており、市民講座（たじみオープンキャンパス）、桔梗大学（高齢者を対象とした学習プログラム）、各種講演のほか、放送大学や岐阜大学大学院サテライト教室などの通信教育事業、美術展や文芸祭などの文化教育事業、地域の学習支援事業（アウトリーチ）、青少年教育事業、市民やグループ活動の支援を行っている。

## 施設
2階から4階が図書館、4階から7階が学習館となっている。（4階部分は共用）
7階
- 多目的ホール（215席）、音楽室

6階
- 放送大学岐阜学習センター多治見分室、岐阜大学大学院多治見サテライト教室、視聴覚室、美術室、工作室、和室

5階
- 学習室501、学習室502、学習室503、学習室504、学習室505、学習室506

4階
- 学習室401、学習室402、学習室403、学習コーナー、多治見市図書館

3階
- 多治見市図書館
  - 実用書、参考図書、郷土資料、AV資料、新聞・雑誌等、コピーサービス

2階
- 多治見市図書館
  - 児童書（絵本等）、文学（小説・エッセイ等）、家庭生活（料理・手芸等）

1階
- ロビー、総合受付、オープンギャラリー、陶芸室

地下1階
- 駐車場

## 利用案内
開館時間
- 学習館
  - 9：00 - 21：30
- 図書館
  - 火曜日から金曜日は10：00 - 20：00
  - 土日祝日は10：00 - 18：00

休館日
- 学習館
  - 月曜日（祝日の場合は開館）
  - 年末年始（12月29日 - 1月3日）
- 図書館
  - 月曜日（祝日の場合は開館）
  - 毎月第3木曜日（祝日の場合はその前日）
  - 年末年始（12月28日 - 1月4日）

## 交通機関
- JR中央本線・太多線 多治見駅（多治見駅前バスターミナル）から徒歩で約5分。
- 東鉄バス「まなびパーク前」停留所下車、徒歩ですぐ。
- ききょうバス「まなびパーク」停留所下車、徒歩ですぐ。